# Różnozarodnikowość
Różnozarodnikowość, heterosporia – wytwarzanie przez sporofit części roślin dwóch rodzajów zarodników (spor): męskich mikrospor (powstających w mikrosporangiach w wyniku mejozy mikrosporocytów) i żeńskich makrospor (powstających w makrosporangiach w wyniku mejozy makrosporocytów). Z mikrospor męskich rozwijają się gametofity męskie, z makrospor – gametofity żeńskie. Jeżeli spory zróżnicowane są nie tylko płcią, ale także wielkością – zjawisko takie określane jest jako anizosporia.
Różno- i jednakozarodnikowość była w przeszłości kryterium taksonomicznym, za pomocą którego wyróżniano grupy np. paprotniki jednakozarodnikowe (isosporae) i różnozarodnikowe (heterosporae) lub taksony, np. widłaki różnozarodnikowe i jednakozarodnikowe. Po lepszym poznaniu filogenezy paprotników okazało się, że różnozarodnikowość jest cechą wykształconą wielokrotnie w różnych, niespokrewnionych liniach rozwojowych tych roślin. Heterosporią cechują się niektóre mchy (np. w rodzaju Macromitrium występuje anizosporia) i wszystkie rośliny nasienne. U okrytonasiennych odpowiednikiem mikrosporangium jest woreczek pyłkowy, a makrosporangium jest ośrodek w zalążku.
Również u niektórych gatunków grzybów obserwuje się różnozarodnikowość polegającą na zróżnicowaniu wielkości zarodników. Zwykle w obrębie jednego gatunku różnice w ich wielkości nie przekraczają 20%, ale czasami, np. u mokronóżki bukowej (Hydropus subalpinus) sięgają 80%, co jest już różnozarodnikowością.